# Ліроподібний вуж прибережний
Ліроподібний вуж прибережний (Trimorphodon biscutatus) — неотруйна змія з роду Ліроподібний вуж родини Вужеві. Інша назва «західний ліроподібний вуж».

## Опис
Загальна довжина сягає 1 м. Голова широка, трохи стиснута. Очі великі з вертикальними зіницями. Тулуб стрункий з гладенькою лускою. Хвіст довгий. Забарвлення світло-коричневе або сіре з великими коричневими плямами уздовж спини, всередині кожного плями є світла середина. На голові малюнок має ліроподібну форму, проте його важко розрізнити.

## Спосіб життя
Полюбляє посушливі, скелясті місцини. Активний уночі. Харчується ящірками, птахами, дрібними ссавцями, зокрема кажанами.
Це яйцекладна змія. Самиця відкладає від 6 до 20 яєць.

## Розповсюдження
Мешкає у штатах США: Каліфорнія, Невада, Аризона, Нью-Мексико, Техас,
Мексики: Баха-Каліфорнія, Мічоакан. Зустрічається також у Гватемалі, Гондурасі, Сальвадорі, Нікарагуа, Коста-Риці.